# The Dark Crystal (videojuego)
The Dark Crystal (El cristal oscuro) es un videojuego de tipo aventura conversacional publicado en 1983 por Sierraventure (antigua Online Systems y futura Sierra Online) y desarrollado por Ken y Roberta Williams. Está basado en la película de Jim Henson del mismo título, en España titulada Cristal Oscuro. Fue publicada originalmente para Apple II y posteriormente aparecería una versión para Atari.

## Argumento
Hace mil años, existía la raza de los urskeks, que vivían en paz y armonía. Uno de ellos dañó el centro del mundo, el Cristal Oscuro, separándolo de un pequeño fragmento. Al hacerlo el mundo cambió: Los urskeks se dividieron en dos razas, los místicos y los skekses, los primeros concentrados en la mística y los segundos seres malignos que pretenden dominar el mundo. Una profecía anuncia sin embargo que un gelfling restaurará el fragmento del Cristal, restaurando de este modo el orden en el mundo. Para evitar la pérdida de su hegemonía los skekses han ordenado matar a todos los gelflings. Uno, sin embargo, consigue sobrevivir: Jen, protagnista de la película.

## Jugabilidad
En el videojuego el jugador controla a Jen y tiene la misión de encontrar el fragmento del Cristal Oscuro, para restituirlo en su lugar. Si no lo logra a tiempo, antes de que se produzca la conjunción de los tres soles, el mundo caerá bajo el yugo de los skekses.

## Desarrollo
Éste fue el primer título creado por Roberta y Ken Williams no basado en una historia original creada por ellos mismos, sino que se basaba en la película del mismo título creada por Jim Henson. En desarrollo no difiere excesivamente de las anteriores conversacionales de la compañía, rebautizada entonces con el nombre de Sierraventure. El desarrollo de la aventura tomó alrededor de un mes.